# Етнічний туризм
Етнічний туризм (ностальгічний туризм, етнографічний туризм) — різновид туризму, який здійснюється туристами на місця свого історичного проживання. Поєднання туризму і етнографічної експедиції, що дозволяє ознайомитись з культурою й історією місцевого населення, збагатити духовний розвиток, пізнати традиції народу на рідних територіях та побути наодинці з природою краю. У корінного жителя етнотуризм пробуджує любов до власної культури, рідної мови, мистецтва, своєї землі.
Етнічний туризм — це чудовий спосіб дізнатися більше про своє коріння або вивчити історію народу вченим, любителям. Завдяки такому нововведенню в туристичних фірмах багато хто навіть знаходив своїх далеких родичів на чужих землях. Іноді люди відвідували місця, де проживали їхні батьки, діди або вони самі в далекій молодості були виселені з цих околиць.
Учасники етнічного туризму — в основному люди похилого віку, що раніше проживали в цій місцевості. Основна частина програм і мета приїзду — індивідуальне (або невеликими сімейними групами) відвідування різних регіонів. Туристські ресурси для етнічного туризму багаті і своєрідні. Це пам'ятки архітектури, музейні експозиції, архівні матеріали, мальовничі природні місця. У сукупності все це створює сприятливі умови для відпочинку та ознайомлення з історією та культурою народу.
Етнічний туризм може бути як внутрішнім (наприклад, відвідування глибинки міськими жителями з метою ознайомлення з архаїчними говорами, фольклором, побутом, культурою і мовами автохтонних народів), так і зовнішнім, який пов'язаний з відвідуванням історичної батьківщини або місць народження родичів.
Останній різновид часто називається ностальгічним туризмом, який отримав досить широке розповсюдження в низці регіонів світу — Ізраїль, Вірменія, Греція, Україна, Італія. Говорячи про ностальгічні тури, можна виділити один з підвидів такого туризму, як відвідування родичів і друзів (relative & visitors tour). Але цей вид туризму, підходить не для всіх людей, більшість — це ті, хто має родинні зв'язки із землями, на які вони їдуть.